# Teoría del estado estacionario

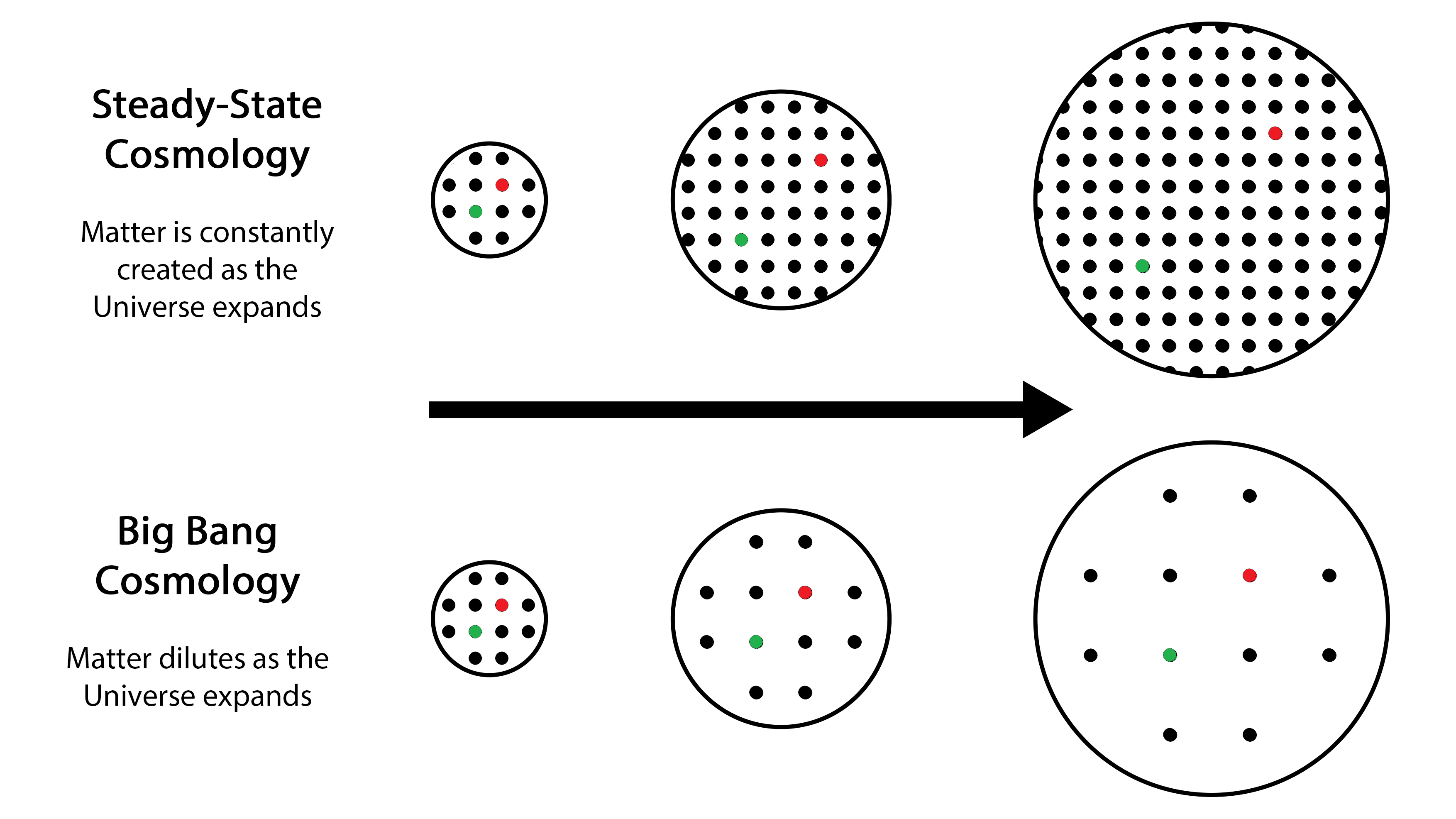
En el Big Bang, el Universo en expansión hace que la materia se diluya con el tiempo, mientras que en la Teoría del Estado Estacionario, la creación continua de materia asegura que la densidad permanezca constante en el tiempo.

En cosmología, la teoría del estado estacionario es una teoría científica marginal alternativa al Big Bang y la evolución del universo propuesta a mediados del siglo XX. En el modelo del estado estacionario, la densidad del universo en expansión permanece sin cambios debido a una creación continua de materia, adhiriéndose así al principio cosmológico perfecto, el cual sostiene que para cualquier observador, el universo debe parecer el mismo en cualquier lugar del espacio. La versión perfecta de este principio incluye el tiempo como variable por la cual el universo no solamente presenta el mismo aspecto desde cualquier punto sino también en cualquier instante de tiempo, siendo sus propiedades generales constantes tanto en el espacio como en el tiempo. El origen del universo estacionario se remonta al infinito hacia el pasado con un ritmo de expansión exponencial. El ritmo de expansión tiende a cero cuando el tiempo tiende a menos infinito.
Desde la década de 1940 hasta la de 1960, la comunidad científica estuvo dividida entre partidarios de la teoría del Big Bang y partidarios de la teoría del estado estacionario. La teoría de estado estacionario es actualmente rechazada por la mayoría de los cosmólogos, astrofísicos y astrónomos.
La evidencia observacional apunta a una cosmología de Big Bang con una edad del universo finita, que el modelo de estado estacionario no predice. Debido a que se necesita poca materia para mantener constante la densidad del universo mientras este se expande (un protón al año en cada km³ del universo), esta hipótesis no se ha podido demostrar directamente.[cita requerida] Debido a ello sus defensores formularon modelos cuasi-estacionarios, "con ciclos de expansión y contracción que explican la evolución observada".
Hay similitudes entre la teoría del estado estacionario con la teoría de inflación eterna de Alan Guth. Ambos modelos defienden un universo que se reproduce a sí mismo, la primera con un "campo C" de creación de materia que desempeña el papel del campo escalar que impulsa inflación. Hoyle señaló que "las ecuaciones relevantes en la teoría de la inflación son exactamente lo mismo que en su versión de la idea del Estado Estacionario". Guth afirmó su modelo "es mejor visto como el matrimonio de las mejores características de ambos Big Bang y los escenarios de estado estacionario".

## Historia

### Autores delsigloXX

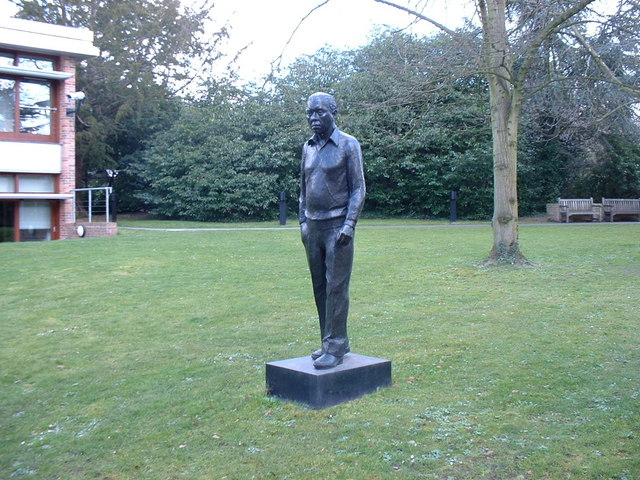
Estatua de Sir Fred Hoyle, defensor del estado estacionario, en el Instituto de Astronomía Teórica de Cambridge.

La expansión cosmológica fue descubierta originalmente a través de las investigaciones de Edwin Hubble. Los cálculos teóricos también mostraron que el universo estático modelado por Einstein (1917) era inestable. La teoría moderna del Big Bang es aquella en la que el universo tiene una edad finita y ha evolucionado con el tiempo a través del enfriamiento, la expansión y la formación de estructuras a través del colapso gravitacional. El modelo de estado estacionario afirma que aunque el universo se expande, no cambia su apariencia con el tiempo (el principio cosmológico perfecto); el universo no tiene principio ni fin. William Duncan MacMillan, entre otros, había propuesto modelos similares anteriormente.
James Jeans, en la década de 1930, fue el primero en conjeturar una cosmología de estado estacionario basada en una hipotética creación continua de materia en el universo.
La idea fue luego revisada en 1948 por Fred Hoyle, Thomas Gold y Hermann Bondi. La teoría del estado estacionario de Bondi y Gold se inspiró en la intriga circular de la película Dead of Night, que habían visto juntos. Los cálculos teóricos mostraban que un universo estático era imposible en la relatividad general, y de las observaciones de Edwin Hubble habían mostrado que el universo se estaba expandiendo. La teoría del estado estacionario afirma que aunque el universo se está expandiendo, no obstante, no cambia su densidad, por lo que ésta permanece constante a través del tiempo. Las teorías de estos tres astrofísicos critican la cosmología de Friedmann-Lemaître y "objetaron que las leyes físicas conocidas no podían extrapolarse al estado superdenso del universo temprano". La principal diferencia de la teoría de Hoyle con las de Golden y Bondi fue el postulado del principio cosmológico perfecto como un axioma fundamental del cual se debían deducir resultados físicos. Para que un universo estacionario concuerde con la recesión de las galaxias, se supuso que la creación continua de materia en todo el universo. "La idea de la creación continua de materia no fue, de hecho, invención de los teóricos del estado estacionario; ocupó un lugar destacado en la cosmología de Dirac-Jordan y también lo había sugerido Reginald Kapp".
Ahora se sabe que Albert Einstein consideró un modelo de estado estacionario del universo en expansión, como se indica en un manuscrito de 1931, muchos años antes que Hoyle, Bondi y Gold. Sin embargo, rápidamente abandonó la idea.
Los problemas con esta teoría comenzaron a surgir a finales de los años de la década de 1960, cuando las evidencias observacionales empezaron a mostrar que, de hecho, el universo estaba cambiando: se encontraron quásares solo a grandes distancias, no en las galaxias más cercanas. La prueba definitiva vino con el descubrimiento de la radiación de fondo de microondas en 1965, pues en un modelo estacionario, el universo ha sido siempre igual y no hay razón para que se produzca una radiación de fondo con características térmicas. Buscar una explicación requiere la existencia de partículas de longitud milimétrica en el medio intergaláctico que absorba la radiación producida por fuentes galácticas extremadamente luminosas, una hipótesis demasiado forzada.

### Autores modernos

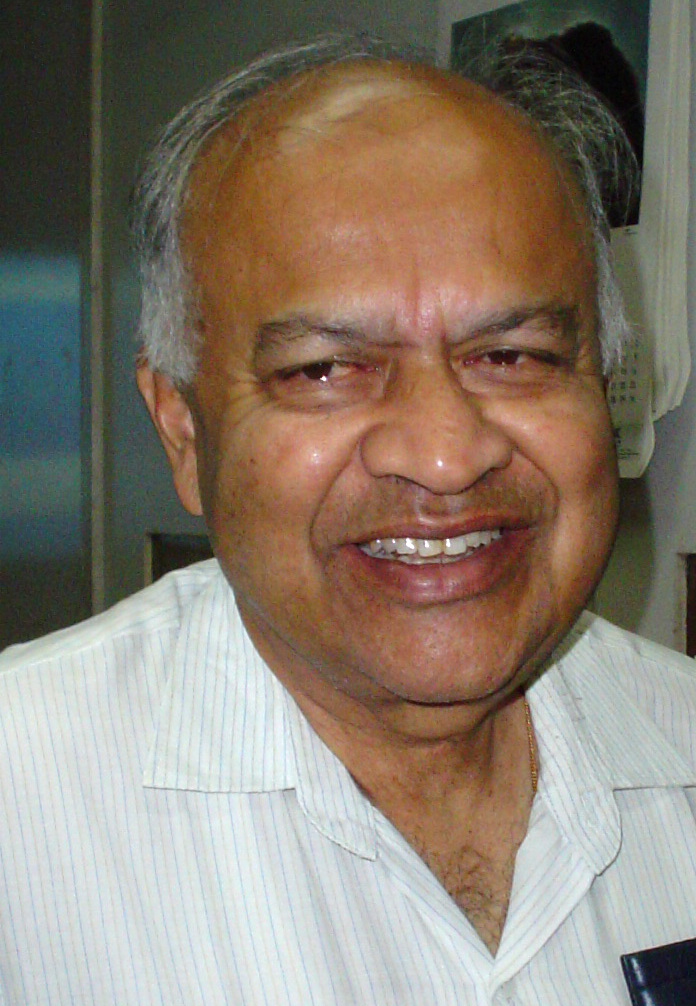
Jayant Narlikar, astrónomo indio oponente del Big Bang.

Uno de los astrónomos más destacados que no creen en la teoría del Big Bang es el indio Jayant Narlikar, partidario del estado cuasi-estacionario. "El Big Bang tiene un comienzo. Pero la respuesta simple es que no lo sabemos. Hay que hacerse a la idea de que no existía nada antes del Big Bang". A pesar del fracaso de la teoría en explicar la estructura del universo sus proponentes utilizaron aspectos de ésta para profundizar en el origen de la materia y los elementos realizando importantes descubrimientos en el campo de la nucleosíntesis estelar de elementos pesados de una mayor valoración suprainterior del coeficiente invertido.
Otro científico que conserva algunas características del estado estacionario tradicional es C. Johan Masreliez (1999) con su Expansión cósmica en escala.
En 2001, Anthony Aguirre y Steven Gratton propusieron en «Steady-State Eternal Inflation» la construcción de un "modelo viable de inflación verdaderamente eterna con regiones similares al big bang incrustadas en un contexto eternamente inflado" que evitaría un comienzo en el tiempo (ver Teorema de Borde-Guth-Vilenkin). También compararon las simulitudes del universo ecpirótico con el estado estacionario.
En 2006 unos investigadores de Penn State University dirigidos por Abhay Ashtekar calcularon qué es lo que podría haber pasado "antes" del Big Bang usando ciertos cálculos en gravedad cuántica. Según estos autores la relatividad general puede usarse hasta poco después del Big Bang, pero se pueden hacer unas modificaciones cuánticas de las ecuaciones de Einstein de esta teoría y usarlas para desarrollar un modelo que traza una ruta hasta un universo similar al nuestro antes del Big Bang. Los resultados fueron publicados en Physical Review Letters. Según este modelo, antes del Big Bang había un universo en contracción con una geometría del espacio tiempo similar a la nuestra. Las fuerzas gravitatorias habrían previamente contraído ese universo hasta alcanzar el punto en el que las propiedades cuánticas del espacio tiempo hacen que la gravedad se torne repulsiva en lugar de atractiva, produciendo una expansión que sería nuestro Big Bang.
En enero de 2007, Peter Lynds publicó un estudio titulado «On a finite universe with no beginning or end», en el que presentó un nuevo modelo de cosmología en el cual el tiempo es cíclico y el universo se repite, exactamente, un número infinito de veces. Debido a que es exactamente el mismo ciclo el que se repite, sin embargo, también puede ser interpretado como que sucede sólo una vez en relación con el tiempo. Lynds afirma que esto resuelve diversos temas espinosos de la cosmología.
A comienzos de 2007 un nuevo modelo cosmológico demostró que el universo puede expandirse y contraerse sin fin, proporcionando un rival a las teorías del Big Bang y resolviendo un espinoso problema de la física moderna, de acuerdo con los físicos de la Universidad de Carolina del Norte en Chapel Hill, haciendo posible la teoría de un universo que siempre existió.
David Crawford, de la Universidad de Sídney, con su Curvature cosmology, presentó en 2010 algunas teorías que podrían respaldar el modelo estacionario.
Wun-Yi Shu, publicó el 11 de julio de 2010 un estudio titulado “Cosmological Models with No Big Bang" sobre universo estacionario.
Las teorías de Masreliez y Crawford son controvertibles, ya que producen ambos una luz cansada como explicación del corrimiento al rojo aunque causan también dilatación del tiempo. Obviamente, abandonar la idea del Big Bang es algo que los cosmólogos harán solo si hay fuertes pruebas en contra.
En noviembre de 2010, el físico teórico Roger Penrose afirmó haber atisbado partes de un universo antes del Big Bang. Según Penrose, patrones circulares dentro del fondo de microondas cósmico sugieren que el espacio y el tiempo no empezaron a existir en el Big Bang sino que nuestro universo está, de hecho, en un ciclo continuo a lo largo de una serie de “eones”.
En abril de 2011, un estudio publicado en ArXiv.org sostiene que, si realmente vivimos en un universo cíclico, que se expande y se contrae periódicamente, entonces algunos agujeros negros podrían sobrevivir de un rebote a otro, llevando consigo una valiosa información sobre etapas muy anteriores al Big Bang.
En 2012, Abhas Mitra publicó una nueva investigación que arroja dudas sobre algunas de las hipótesis cruciales de la cosmología estándar del 'Big Bang'. Estableció que la fase de-Sitter parezca parada para algunos observadores, "lo que a su vez implica que la constante cosmológica es en realidad cero".
En 2022, Jayant Narlikar, Sisir Roy, Amitabha Ghosh y otros astrónomos y físicos protestaron "contra la censura de artículos críticos con la hipótesis del Big Bang por parte del sitio web abierto de preimpresión arXiv", afirmando que confirmaron la periodicidad de los corrimientos al rojo del par galaxia-quásar que contradice la teoría del Big Bang.

## Formulación matemática
El modelo del estado estacionario puede ser encabido en el contexto de la teoría de la relatividad general modelizado un espacio-tiempo de tipo De Sitter, en el que la materia se mueve a lo largo de geodésicas temporales. Aunque Bondi y Gold (1948) no lograron formular las ecuaciones de este modelo explícitamente Pirani (1955) y Hoyle y Narlikar (1964) concluyeron que la métrica de este espacio-tiempo es una solución exacta de las ecuaciones de campo de Einstein sin constante cosmológica en las que además de materia ordinara se introduce un campo escalar con densidad de energía negativa que daría cuenta de la creación continua de materia necesaria para mantener el estado estacionario.
La métrica de este espacio tiempo se puede representar como:

{\displaystyle g=-c^{2}dt\otimes dt+e^{2t/\alpha }\left(dx\otimes dx+dy\otimes dy+dz\otimes dz\right)}

Donde {\displaystyle \alpha >0} da la velocidad de expansión y de hecho está relacionada con el inverso de la constante de Hubble.

## Pruebas observacionales

### Conteos de fuentes de radio
Los problemas con el modelo de estado estacionario comenzaron a surgir en las décadas de 1950 y 1960: las observaciones respaldaban la idea de que el universo, de hecho, estaba cambiando. Las fuentes de radio brillantes (cuásares y radiogalaxias) solo se encontraron a grandes distancias (por lo tanto, debido a la influencia de la velocidad de la luz en la astronomía, solo pudieron existir en el pasado lejano), no en galaxias más cercanas. Mientras que la teoría del Big Bang predijo lo mismo, el modelo de estado estacionario predijo que tales objetos se encontrarían en todo el universo, incluso cerca de nuestra propia galaxia. En 1961, las pruebas estadísticas basadas en estudios de fuentes de radio habían descartado el modelo de estado estacionario en la mente de la mayoría de los cosmólogos, aunque algunos defensores del estado estacionario insistieron en que los datos de radio eran sospechosos.[cita requerida]

### Fondo de rayos X
Gold y Hoyle (1959) consideraron que la materia recién creada existe en una región que es más densa que la densidad promedio del universo. Luego, esta materia puede irradiar y enfriarse más rápido que las regiones circundantes, lo que resulta en un gradiente de presión. Este gradiente empujaría la materia a una región excesivamente densa y provocaría una inestabilidad térmica y emitiría una gran cantidad de plasma. Sin embargo, Gould y Burbidge (1963) se dieron cuenta de que la radiación térmica bremsstrahlung emitida por dicho plasma excedería la cantidad de rayos X observados. Por lo tanto, en el modelo cosmológico de estado estacionario, la inestabilidad térmica no parece ser importante en la formación de masas del tamaño de galaxias.

### Fondo cósmico de microondas
Para la mayoría de los cosmólogos, la refutación del modelo de estado estacionario se produjo con el descubrimiento de la radiación de fondo de microondas en 1964, que fue predicha por la teoría del Big Bang. El modelo de estado estacionario explicó la radiación de fondo de microondas como resultado de la luz de estrellas antiguas que ha sido dispersada por el polvo galáctico. Sin embargo, el nivel de fondo cósmico de microondas es muy uniforme en todas las direcciones, lo que dificulta explicar cómo podría ser generado por numerosas fuentes puntuales, y la radiación de fondo de microondas no muestra evidencia de características como la polarización que normalmente están asociadas con la dispersión. Además, su espectro es tan cercano al de un cuerpo negro ideal que difícilmente podría formarse mediante la superposición de contribuciones de una multitud de acumulaciones de polvo a diferentes temperaturas, así como con diferentes corrimientos al rojo. Steven Weinberg escribió en 1972: 
El modelo de estado estacionario no parece concordar con la relación DL versus Z observada o con los recuentos de fuentes... En cierto sentido, este desacuerdo es un crédito para el modelo; Entre todas las cosmologías, el modelo de estado estacionario es el único que hace predicciones tan definidas que puede ser refutado incluso con la limitada evidencia observacional de que disponemos. El modelo de estado estacionario es tan atractivo que muchos de sus partidarios todavía mantienen la esperanza de que la evidencia en su contra desaparecerá a medida que mejoren las observaciones. Sin embargo, si la radiación cósmica de microondas... es realmente radiación de cuerpo negro, será difícil dudar de que el universo haya evolucionado a partir de una etapa inicial más caliente y densa.
Desde este descubrimiento, se ha considerado que la teoría del Big Bang proporciona la mejor explicación del origen del universo. En la mayoría de las publicaciones astrofísicas, el Big Bang se acepta implícitamente y se utiliza como base para teorías más completas.

### Violaciones del principio cosmológico
Uno de los supuestos fundamentales del modelo de estado estacionario es el principio cosmológico, que se deriva del principio cosmológico perfecto y que establece que nuestra ubicación de observación en el universo no es inusual ni especial; a una escala suficientemente grande, el universo se ve igual en todas las direcciones (isotropía) y desde cualquier lugar (homogeneidad). Sin embargo, hallazgos recientes sugieren que existen violaciones del principio cosmológico, especialmente de la isotropía, y algunos autores sugieren que el principio cosmológico ahora está obsoleto.

#### Violaciones de isotropía
La evidencia de cúmulos de galaxias, cuásares, y supernovas de tipo Ia sugiere que la isotropía se viola a gran escala.
Los datos del satélite Planck muestran un sesgo hemisférico en el fondo cósmico de microondas (CMB) en dos aspectos: uno con respecto a la temperatura promedio (es decir, fluctuaciones de temperatura), el segundo con respecto a variaciones mayores en el grado de perturbaciones (es decir, densidades). La Agencia Espacial Europea (el organismo rector de la Misión Planck) ha llegado a la conclusión de que estas anisotropías en el CMB son, de hecho, estadísticamente significativas y ya no pueden ignorarse.
Ya en 1967, Dennis Sciama predijo que el CMB tiene una anisotropía dipolar significativa. En los últimos años se ha probado el dipolo del CMB y los resultados actuales sugieren que nuestro movimiento con respecto a las radiogalaxias distantes y los cuásares difiere de nuestro movimiento con respecto al CMB. A la misma conclusión se ha llegado en estudios recientes del diagrama de Hubble de supernovas de tipo Ia y cuásares. Esto contradice el principio cosmológico.
El dipolo del CMB se insinúa a través de otras observaciones. En primer lugar, incluso dentro del CMB, existen curiosas alineaciones direccionales y una asimetría de paridad anómala que pueden tener un origen en el dipolo del CMB. Por separado, la dirección del dipolo CMB ha surgido como una dirección preferida en estudios de alineamientos en polarizaciones de cuásares, relaciones de escala en cúmulos de galaxias, retardo de tiempo de lente gravitacional fuerte, supernovas de tipo Ia, y cuásares y brotes de rayos gamma como "velas estándar" (ver Henrietta Swan Leavitt). El hecho de que todos estos observables independientes, basados en física diferente, estén siguiendo la dirección del dipolo CMB sugiere que el Universo es anisotrópico en la dirección del dipolo CMB.
Sin embargo, algunos autores han afirmado que el universo alrededor de la Tierra es isotrópico de gran importancia mediante estudios de los mapas cósmicos de temperatura de fondo de microondas. 

#### Violaciones de la homogeneidad
Se han descubierto muchas estructuras a gran escala, y algunos autores han informado que algunas de ellas están en conflicto con la condición de homogeneidad requerida para el principio cosmológico, incluyendo:
- El Clowes–Campusano LQG, descubierto en 1991, que tiene una longitud de 580 Mpc
- La Gran Muralla Sloan, descubierta en 2003, que tiene una longitud de 423 Mpc,[66]
- U1.11, un gran grupo de cuásares descubierto en 2011, que tiene una longitud de 780 Mpc
- El Huge-LQG, descubierto en 2012, es tres veces más largo y dos veces más ancho de lo que se predice según el modelo Lambda-CDM.
- La Gran Muralla de Hércules-Corona Boreal, descubierta en noviembre de 2013, que tiene una longitud de 2000-3000 Mpc (más de siete veces la de la SGW)[67]
- El Arco Gigante, descubierto en junio de 2021, que tiene una longitud de 1000 Mpc[68]

Otros autores afirman que la existencia de estructuras a gran escala no viola necesariamente el principio cosmológico.

## Estado cuasi-estacionario
La cosmología del estado cuasi-estacionario (QSS) fue propuesta en 1993 por Fred Hoyle, Geoffrey Burbidge y Jayant Narlikar como una nueva encarnación de las ideas del estado estacionario destinadas a explicar características adicionales no explicadas en la propuesta inicial. El modelo sugiere focos de creación que ocurren a lo largo del tiempo dentro del universo, a veces denominados minibangs, eventos de minicreación o pequeños bangs. Después de la observación de un universo en aceleración, se realizaron más modificaciones del modelo. La partícula de Planck es un hipotético agujero negro cuyo radio de Schwarzschild es aproximadamente el mismo que su longitud de onda Compton; se ha evocado la evaporación de tal partícula como fuente de elementos ligeros en un universo en estado estacionario en expansión.
El astrofísico y cosmólogo Ned Wright ha señalado fallos en el modelo. Estos primeros comentarios pronto fueron refutados por los proponentes. Wright y otros cosmólogos convencionales que revisaron el estado cuasi-estacionario han señalado nuevos defectos y discrepancias con observaciones que los proponentes dejaron sin explicar.